# 춘천시외버스터미널
춘천시외버스터미널은 강원특별자치도 춘천시 온의동에 있는 시외버스 터미널이다.
춘천시를 기·종점으로 하는 전 노선을 운행하며, 경기도, 강원도, 서울특별시, 대전광역시, 인천광역시, 대구광역시, 울산광역시, 부산광역시, 경상북도, 충청북도, 충청남도 등의 시외버스를 운행한다. 강원고속이 관리하며, 상당수의 노선을 독점하고 있는 것이 특징이다.

## 역사
춘천시외버스터미널은 1975년에 춘천시 근화동 267번지에 처음 건립되었다. 그러나 이 터미널을 약 30년간 이용하면서 시설이 노후되고 장소도 비좁아 이용객의 불만이 지속되자 2002년 10월 22일에 현 위치로 터미널을 이전하였다. 새로 지어진 터미널 건물은 15,500여m2의 터에 2층 규모의 3,000여m2 건물로 신축됐으며, 1층에는 대합실 매표소 승강장 등이 들어서고 2층에는 버스회사 사무실 등이 자리잡고 있다.
- 2004년 12월 29일 : 센트럴시티터미널로 운행하는 시외버스가 신설되었다.[2]
- 2014년 7월 15일부터 세종시로 운행하는 노선이 개통됐다.[3]
- 2016년 5월 1일 : 순천으로 운행하는 노선이 신설되었다.[4][5]
- 2016년 6월 22일 : 용호리 방면 노선이 춘천역을 추가로 경유하기 시작했다.[6]
- 2017년 2월 24일 : 인천 방면 노선이 가평, 청평, 대성리, 호계동, 안양을 모두 경유하는 것으로 변경되고 남양주(마석, 평내, 금곡, 도농) 경유 노선과 남양주 미경유 노선으로 분리됨.[7]
- 2017년 6월 1일 : 북대구 방면 노선이 서대구까지 연장 운행.[8]
- 2017년 8월 1일 : 서울 방면 고속버스 종착지가 서울센트럴시티에서 서울고속버스터미널로 변경되었다.[9]
- 2018년 1월 1일 : 의정부 방면 노선이 폐지되었다.[10]

## 고속버스
- 2017년 8월 1일부터 서울 방면 고속버스 종착지가 서울센트럴시티에서 서울고속버스터미널로 변경되었다.[9]

| 운행 노선       | 운행업체          | 운행구간 | 운행구간 | 운행구간 | 경유지 | 배차 간격 | 시간표                                      |
| --------------- | ----------------- | -------- | -------- | -------- | ------ | --------- | ------------------------------------------- |
| 춘천 ↔ 서울경부 | 강원고속 대원고속 | 춘천     | ↔        | 서울경부 | 무정차 | 40~50분   | 첫차:06:50(춘천 기준) 막차:21:00(춘천 기준) |

## 시외버스
| 방면        | 행선지 |
| ----------- | --- |
| 수도권 방면 | 가평, 고양, 경기광주, 구리, 금곡, 김포공항, 대성리, 도농, 동서울, 마석, 범계, 비산동, 서수원, 성남, 송탄, 수원, 안산, 안양, 오산, 우만동, 이의동, 이천, 인천, 인천국제공항, 잠실, 청평, 평내, 평택, 포천, 호계동, 하남                                                   |
| 강원권 방면 | 간성, 강릉, 고한사북, 다목리, 동해, 문혜리, 미탄, 백담사, 사창리, 삼척, 속초, 신남, 신포리, 양구, 양양, 영월, 오음리, 와수리, 용호리, 원주, 원주공항, 원천, 원통, 유촌리, 인제, 장평, 정선, 지포리, 진부, 진부령, 철원(동송), 춘천역, 태백, 평창, 홍천, 화천, 횡계, 횡성 |
| 충청권 방면 | 대전, 세종, 아산, 기지시, 당진, 서산, 제천, 천안, 청주, 충주 |
| 호남권 방면 | 전주, 순천 |
| 영남권 방면 | 경주, 북대구, 서대구, 부산, 신복, 울산, 포항 |